# Jerson Tegete
Jerson John Tegete (ur. 7 października 1988 w Mwanzie) – tanzański piłkarz występujący na pozycji napastnika.

## Kariera klubowa
Tegete karierę rozpoczynał w 2006 roku w drużynie Makongo Academy. Grał tam przez 2 lata. Na początku 2008 roku odszedł do zespołu Young Africans SC. Grając w nim zdobył pięć mistrzostw Tanzanii (2008, 2009, 2011, 2013, 2015). Następnie grał w takich klubach jak: Mwadui United FC (2015-2017), Maji Maji FC (2017-2018), Kagera Sugar FC (2018-2019), a w 2019 przeszedł do Alliance Academy FC, w którym rok później zakończył karierę..

## Kariera reprezentacyjna
W reprezentacji Tanzanii Tegete zadebiutował w 2006 roku. Do 2011 roku rozegrał w niej 23 mecze i strzelił 8 goli.